# Polyommatus ovo
Polyommatus ovo är en fjärilsart som beskrevs av Samuel Hubbard Scudder. Polyommatus ovo ingår i släktet Polyommatus och familjen juvelvingar. Inga underarter finns listade i Catalogue of Life.